# Литературный Азербайджан
«Литерату́рный Азербайджа́н» — официальный журнал Союза писателей Азербайджана. Выходит в Баку с 1931 года. Главный редактор журнала c ноября 2008 года — Солмаз Ибрагимова.

## Основание
Журнал «Литературный Азербайджан» был основан в 1931 году, сразу после учреждения Союза писателей СССР. После создания Союза писателей Азербайджана в 1934 году, журнал стал его печатным органом. Задача журнала состояла в следующем: публиковать литературные произведения, критику и публицистику местных авторов, пишущих на русском языке, кроме того, произведения классиков и современных писателей Азербайджана в переводе на русский язык. Более 30 лет журнал возглавлял писатель, фронтовик, заслуженный деятель искусств Азербайджанской ССР И. П. Третьяков.

## История
В 1981 году журнал награждён орденом Дружбы народов.

## Известные авторы журнала
Написанные на русском языке произведения азербайджанских писателей, таких как Имран Касумов, Максуд Ибрагимбеков, Рустам Ибрагимбеков, Владимир Кафаров, Мансур Векилов, Чингиз Абдуллаев, Акрам Меликов, Натиг Расул-заде, Вугар Асланов (Дамирбейли), в том числе переводы произведений Самеда Вургуна, Сулеймана Рустама, Байрама Байрамова, Акрама Айлисли, Сабира Ахмедова и других служили через журнал популяризации азербайджанской литературы в пределах Советского Союза. Многие годы журнал имел собственный киоск в Москве.

## Современное состояние
Несмотря на сложную ситуацию в республике после распада Советского Союза  журнал выходил регулярно.
Публикации в журнале охватывают всю панораму азербайджанской литературы, начиная с древнейших времен (Низами, Физули) и до наших дней. В журнале печатаются произведения  классической литературы Азербайджана, ашугского творчества, фольклор, а также произведения современных писателей. В журнале регулярно печатаются материалы о деятелях азербайджанской культуры: композиторах Узеире Гаджибекове, Фикрете Амирове, Кара Караеве, Тофике Кулиеве; художниках Таире Салахове, Тогруле Нариманбекове; исторические очерки, публицистические и литературно-критические статьи.

## Главные редакторы
- Имран Касумов
- Солмаз Ибрагимова